# Klimawindkanal
Ein Klimawindkanal (auch Thermowindkanal genannt) dient dazu, die thermischen Eigenschaften von Fahrzeugen und Fahrzeugkomponenten zu ermitteln, zu optimieren und weiterzuentwickeln.
Nach Hucho wird der Einsatzbereich abhängig vom Luftstrahlquerschnitt in drei Gruppen eingeteilt:
- 10 bis 12 m² für Kleintransporter und Busse
- 6 m² für Pkw
- ≤ 4 m² für die Aggregatekühlung von Pkw

In einem Klimawindkanal werden die Umgebungsbedingungen dargestellt. Diese sind durch die Einflussgrößen Lufttemperatur, Luftfeuchte und Sonnenstrahlung definiert. Der Luftdruck, als letzter Parameter, ist üblicherweise nicht einstellbar. Es gibt aber Sonderprüfstände (Höhenkammern), die das ermöglichen, allerdings auf Kosten anderer Parameter. Ebenso ist die An- und Umströmung des Fahrzeugs durch den Fahrtwind zu simulieren, denn sie ist mehrfach für den Wärmehaushalt maßgeblich: Die Fahrzeugumströmung bewirkt bzw. beeinflusst die Durchströmung des Motorraums, des Innenraums und aller im Kühlluftstrom angeordneten Wärmeübertrager. Sie ist für den Wärmeübergang an den Fahrzeugoberflächen verantwortlich.
Im Unterschied zu aerodynamischen oder aeroakustischen Windkanälen besitzen Klimawindkanäle meist einen Einachs- oder Allradrollenprüfstand. Dieser erlaubt es, das Fahrzeug unter straßenähnlichen Belastungen zu betreiben.
Die Ausstattung von solchen Kanälen – Lufttemperaturregelung, Luftfeuchteregelung, Rollenprüfstand, Sonnenstrahlung – erlaubt die Durchführung von Untersuchungen unter den Bedingungen unterschiedlichster Klimazonen, wie sie im Zuge der Fahrzeugentwicklung notwendig sind.

## Luftführung

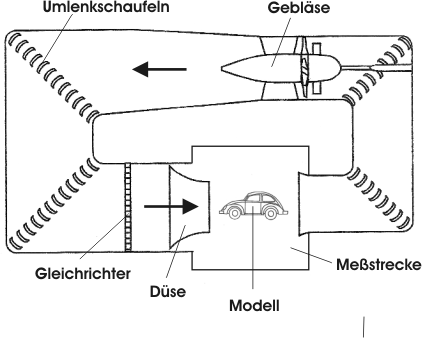
Windkanal in Göttinger Bauart

Als Luftführung kommt für einen Klimawindkanal nur die „Göttinger Bauart“ in Betracht, der geschlossene Kreislauf. Aus Platz- und/oder Kostengründen werden die Kanäle meist „stehend“ gebaut. Das Gebläse befindet sich über der Messstrecke – auch Plenum genannt – und fördert die Luft über einen Diffusor zum Wärmeübertrager. Dort wird sie auf die gewünschte Temperatur gebracht. Die temperierte Luft wird befeuchtet und gelangt über Umlenkecken in die Vorkammer, wird in der Düse beschleunigt, tritt mit der gewünschten Windgeschwindigkeit in die Messstrecke ein, umströmt das Fahrzeug und wird vom „Kollektor“ aufgefangen. Über weitere Umlenkecken wird die Luft zum Gebläse zurückgeführt, womit sich der Kreislauf schließt.

## Die einzelnen Komponenten der Luftführung

### Düse
Die Düsengröße beeinflusst wesentlich die Umströmungsqualität des Fahrzeuges.
Aus Gründen der Wirtschaftlichkeit ist man aber gezwungen die Düsengröße zu begrenzen.
Sollen sowohl Pkw und Nutzfahrzeuge in einem Klimawindkanal untersucht werden, so muss (aufgrund der unterschiedlich großen Stirnflächen) die Düsengröße variabel sein. Hier findet man verschiedene Bauformen:
- Düsen die im ersten Teil nur horizontal eingezogen sind. Im zweiten Teil wird der Querschnitt bei  parallelen Seitenwänden vertikal verändert
- Düsen welche sowohl im ersten Abschnitt (fest installiert) wie auch im zweiten Abschnitt dreidimensional konstruiert sind.

Für thermische Versuche mit Pkw hat sich ein Strahlquerschnitt von AN=6 m² als ausreichend erwiesen (Quelle: Hucho)